# 古典经济学

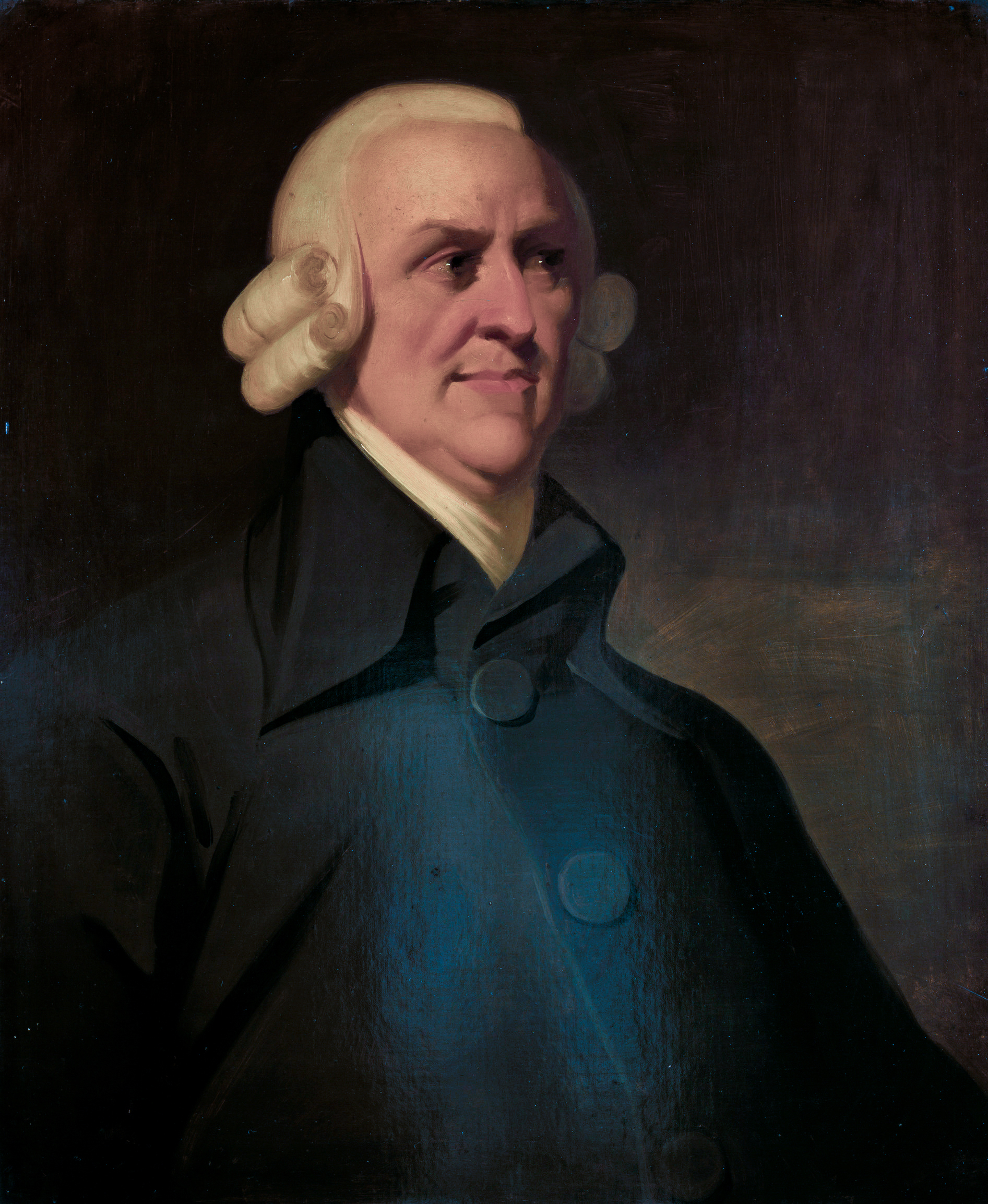
亚当·斯密肖像

古典经济学（英語：Classical economics），又称古典政治经济学（英語：classical political economy）、斯密经济学（英語：Smithian economics），是18世纪末和19世纪中叶主要在英国蓬勃发展的政治经济学思想流派。主要思想家有亚当·斯密、让-巴蒂斯特·萨伊、大卫·李嘉图、托马斯·罗伯特·马尔萨斯和约翰·斯图尔特·米尔。这些经济学家提出了市场经济相關理论，认为市场经济在很大程度上是自我调节的系统，受生产和交换的自然规律支配，例如亚当·斯密所提出的關於看不见的手的著名比喻。

## 簡述
亚当·斯密1776年撰寫《国富论》一事通常被认为标志着古典经济学的开端。该书认为，任何国家的财富都不是由君主国库中的黄金决定的，而是由其国民收入决定的。这种收入反过来又基于其居民的劳动，通过劳动分工和积累资本的使用有效地组织起来，这成为古典经济学的核心概念之一。
在经济政策方面，古典经济学家是务实的自由主义者，他們重視市场自由，尽管他们也看見了国家在提供公共利益方面的作用。斯密承认，在某些领域，市场并不是服务于共同利益的最佳方式，他认为支持共同利益的更大比例的成本应该由最有能力负担的人承担。他一再警告垄断的危险，并且强调竞争的重要性。在国际贸易方面，古典经济学家主张自由贸易，这与他们的重商主义前辈奉信保护主义一事不同。
斯密、李嘉图和一些早期经济学家被称为“古典”是由于卡尔·马克思对政治经济学的批判。马克思批评了那些他认为值得被他批评的人，而不是他们的“庸俗”的继任者。

## 延伸閱讀
- 黃金茂：《雲五社會科學大辭典-第五冊》（台北：臺灣商務印書館，1995）

## 外部連結
- 亚当·斯密到底错在哪？马克思戳破了资本的“真面目”。